# Gottlieb Siegmund Corvinus

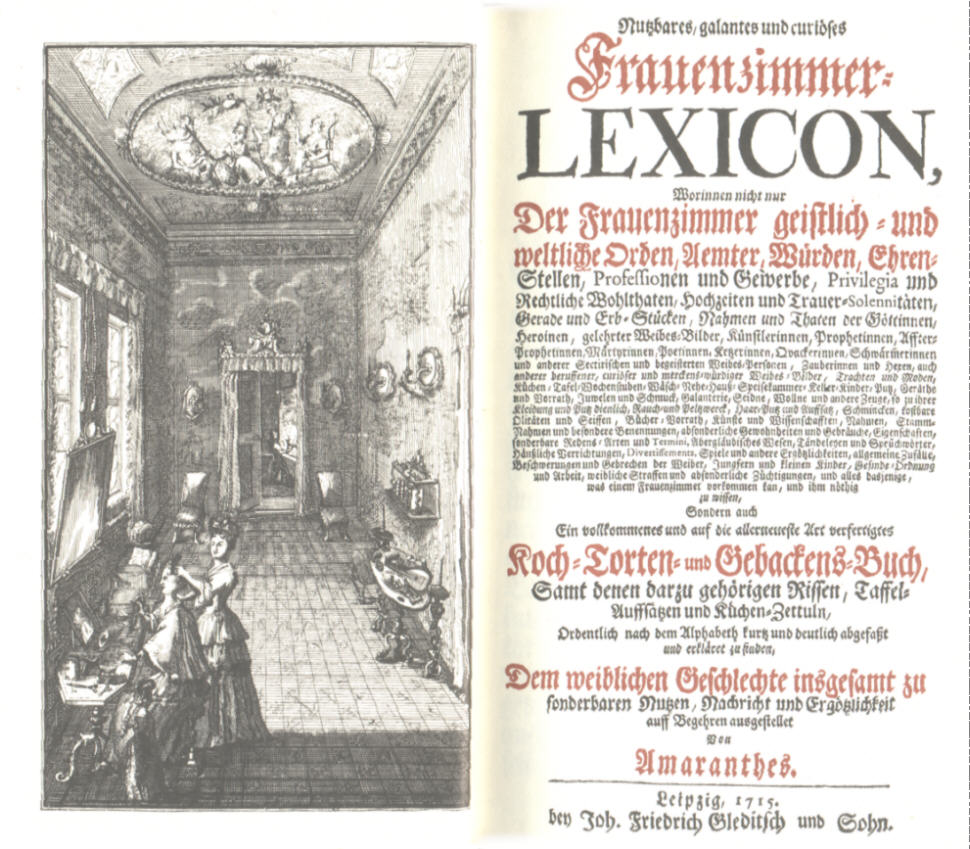
Amaranthes: Frauenzimmer-Lexicon (Johann Friedrich Gleditsch & Sohn, Leipzig 1715)

Gottlieb Siegmund Corvinus, Pseudonym Amaranthes (* 15. Mai 1677 in Leipzig; † 27. Januar 1747 ebenda) war ein deutscher Jurist und Schriftsteller.

## Leben
Corvinus verbrachte sein ganzes Leben in Leipzig.  Gemäß dem damals an der Universität Leipzig üblichen kuriosen Brauch wurde er schon als Kind an der juristischen Fakultät immatrikuliert.  Da sein Vater als Aktuar Universitätsbeamter war, genoss er Studienfreiheit.  Unter seinen Kommilitonen verband ihn eine enge Freundschaft mit Georg Christian Lehms, dessen Gedichte er später herausgab.  Nach Abschluss seiner Studien verblieb er in der Heimatstadt. Als kaiserlicher Notar und Advokat hatte er zwar nur bescheidene Einkünfte, doch konnte er sich immerhin leisten, die ehrenvolle Ernennung zum sächsischen Hofpoeten in Dresden abzulehnen.  Er verstarb im Alter von 68 Jahren in Leipzig.

## Werk
Corvinus’ erste Veröffentlichung unter dem Pseudonym Amaranthes (der Unverwelkliche) waren 1710/11 die Proben der Poesie in galanten-, verliebten-, Schertz und Satyrischen Gedichten. Die Ausgabe wurde am 19. September 1712 konfisziert, die Genehmigung zum Nachdruck wurde am 4. November selben Jahres unter der Bedingung erteilt, dass anstößige Stellen getilgt würden. Am 28. November wurde die Konfiskation jedoch erneut verfügt und Corvinus zu sechs Wochen Gefängnis verurteilt. Ein dritter Sammelband von Gedichten unter dem Titel Reiffere Früchte folgte 1720.
Im selben Jahr erschien unter seinem Pseudonym Das Carneval der Liebe oder Der in allerhand Masquen sich einhüllende Amor, in einer [!] wahrhafftigen Liebesroman der curiösen Welt entdecket (Johann Christian Martini, Leipzig 1712) – ein satirischer Roman von Liebschaften unter Studenten, die bis auf die letzte katastrophal enden (warum die letzte besser endet, bleibt Teil der Satire, die Beteiligten hätten kaum ein besseres Ende verdient).
Einen Namen machte sich Amaranthes mit seinem Nutzbaren, galanten und curiösen Frauenzimmer-Lexicon (Johann Friedrich Gleditsch & Sohn, Leipzig 1715), einem Werk von über 1.000 Seiten, das in ungemeiner Neugier sämtliche Bereiche des weiblichen Lebens ausleuchtet. Die Rezension der Deutschen Acta Eruditorum notierte es als Merkwürdigkeit, dass hier selbst Dinge erklärt würden, die jeder doch aus dem Alltag kennt. Das Buch ist heute gerade dank dieses „curieusen“ Umstands eine der wichtigsten Quellen, um das Leben in einem bürgerlichen Haushalt des frühen 18. Jahrhunderts in seinen praktischen Details (vom Putzen des Fußbodens bis zur Küche) nachvollziehen zu können.